# Two Point Campus
Two Point Campus ist eine Wirtschaftssimulation des britischen Entwicklers Two Point Studios. Das Spiel wurde am 9. August 2022 veröffentlicht, wobei die Veröffentlichung ursprünglich für Mai 2022 geplant war. Bei Two Point Campus handelt es sich um das zweite Spiel des Entwicklers.
Das Spiel erhielt von Kritikern gute Bewertungen und verkaufte sich über eine Million Mal.

## Spielweise
In dem Spiel geht es darum eine Universität aufzubauen und zu managen. Dazu müssen Lehrräume wie Klassenräume, Hörsäle und Bibliotheken gebaut werden. Außerdem müssen Räume gebaut werden um die Studenten und Mitarbeiter zufriedenzustellen. Als Mitarbeiter können Professoren, Assistenten und Hausmeister angestellt werden. Um die Zufriedenheit und Noten zu erhöhen, können auch noch Events veranstaltet werden. Ein Jahr im Spiel dauert ungefähr 20 Minuten. In dieser Zeit müssen die Bedürfnisse der Charaktere erfüllt werden und sie bauen Beziehungen zueinander auf. Studenten können entweder das Studium abschließen, durchfallen oder es abbrechen.
Das Spiel ist sehr an Two Point Hospital, das erste Spiel des Entwicklers, angelehnt. Die Grafik, die Charaktere und das Bausystem von Two Point Hospital finden in Two Point Campus wieder Anwendung.

## Rezeption
Metacritic ermittelte über alle Plattformen hinweg „im Allgemeinen positive Bewertungen“ aus der Special-Interest-Presse und aggregierte Metascores zwischen 83 (PlayStation 5) und 87 (Nintendo Switch) von 100 Punkten aus insgesamt über 90 Kritiken. OpenCritic berechnete über alle Plattformen hinweg eine Gesamtwertung von 84 aus 100 Punkten auf Grundlage von 90 Bewertungen.
Im September 2022, weniger als einen Monat nach Veröffentlichung, gab der Hersteller bekannt, dass Two Point Campus die Marke von einer Million Spielern erreicht habe. Dabei sei Nintendo Switch die beliebteste Plattform mit einem Anteil von über 50 % der Gesamtverkäufe.